# Osoli
Osoli è una frazione del comune di Roccafluvione, in Provincia di Ascoli Piceno, nelle Marche. La frazione è situata su un colle a ovest della sede comunale.
Fino al 1866 era un comune autonomo, unito con Roccareonile e Roccacasaregnana per la costituzione del nuovo comune di Roccafluvione.
Geograficamente Osoli rappresentava e rappresenta un punto nevralgico, al centro del comprensorio comunale; da Osoli si diramano le strade che a raggiera permettono di raggiungere le altre località in tutte le direzioni.
Fin dal basso medioevo Osoli entra a far parte del comitato dei castelli ascolani, e amministrava varie ville come Agelli, Meschia, Gaico, Stabino, San Giovanni d'Osoli, Pesaturo, Bovecchia, Ronciglione, oggi frazioni del comune di Roccafluvione.

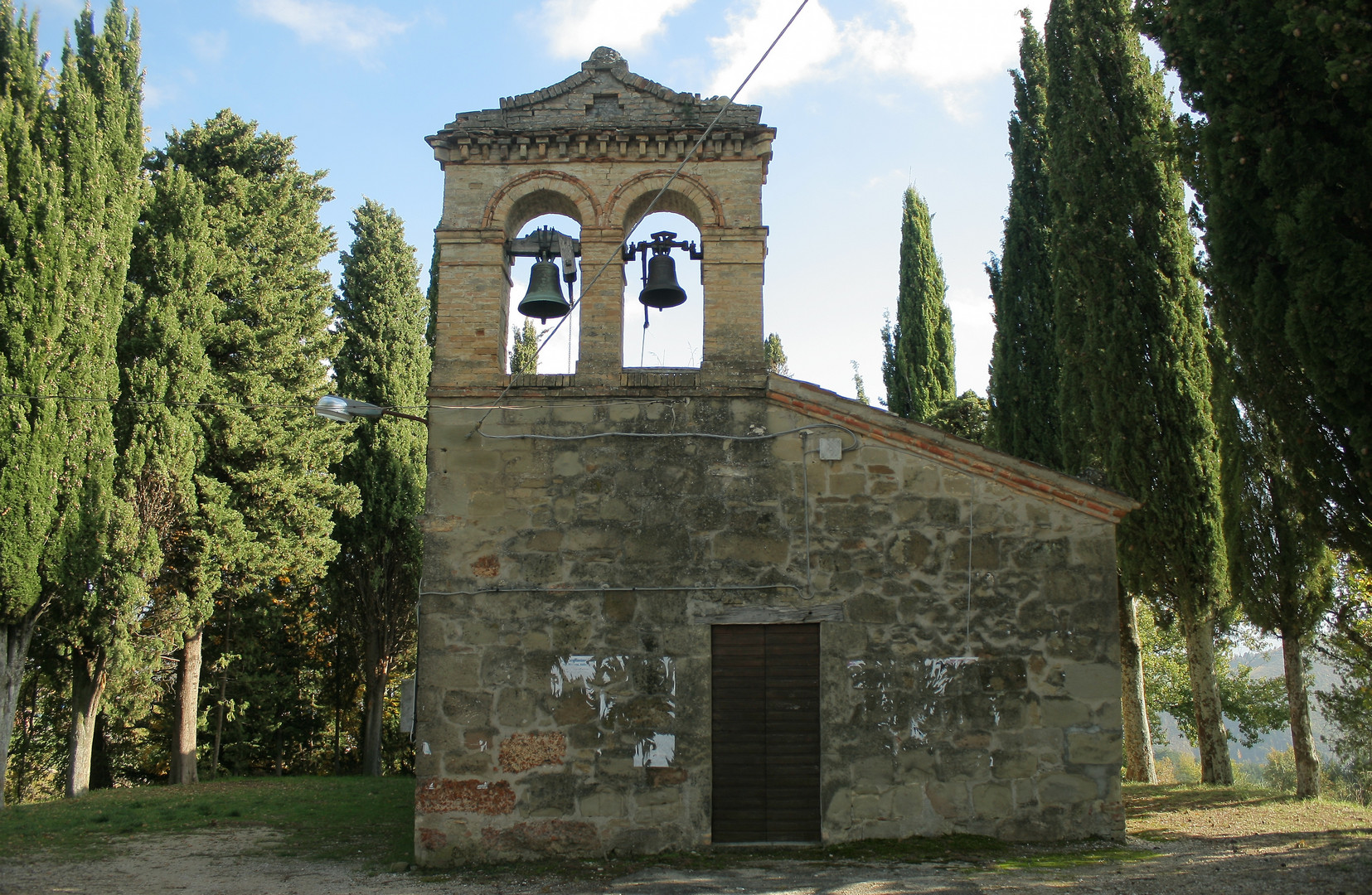
Chiesa dei Santi Martino e Giovanni

Anticamente era presente una rocca nel colle sovrastante il paese. 
Nelle prossimità di Osoli sono presenti due chiese, una dedicata ai Santi Martino e Giovanni, posta a meno di 1 km dal paese, di probabile origine Benedettina, è costituita principalmente di pietra di arenaria e dotata di campanile, e una seconda chiesa dedicata a San Giovanni Battista, presso la località di San Giovanni d'Osoli.
Tutta la zona è oggi spopolata, il centro di Osoli conta solo una ventina di residenti, mentre tutta la zona dell'ex-comune di Osoli comprende meno di 100 residenti complessivi.